# Buchhandlung J. Berger

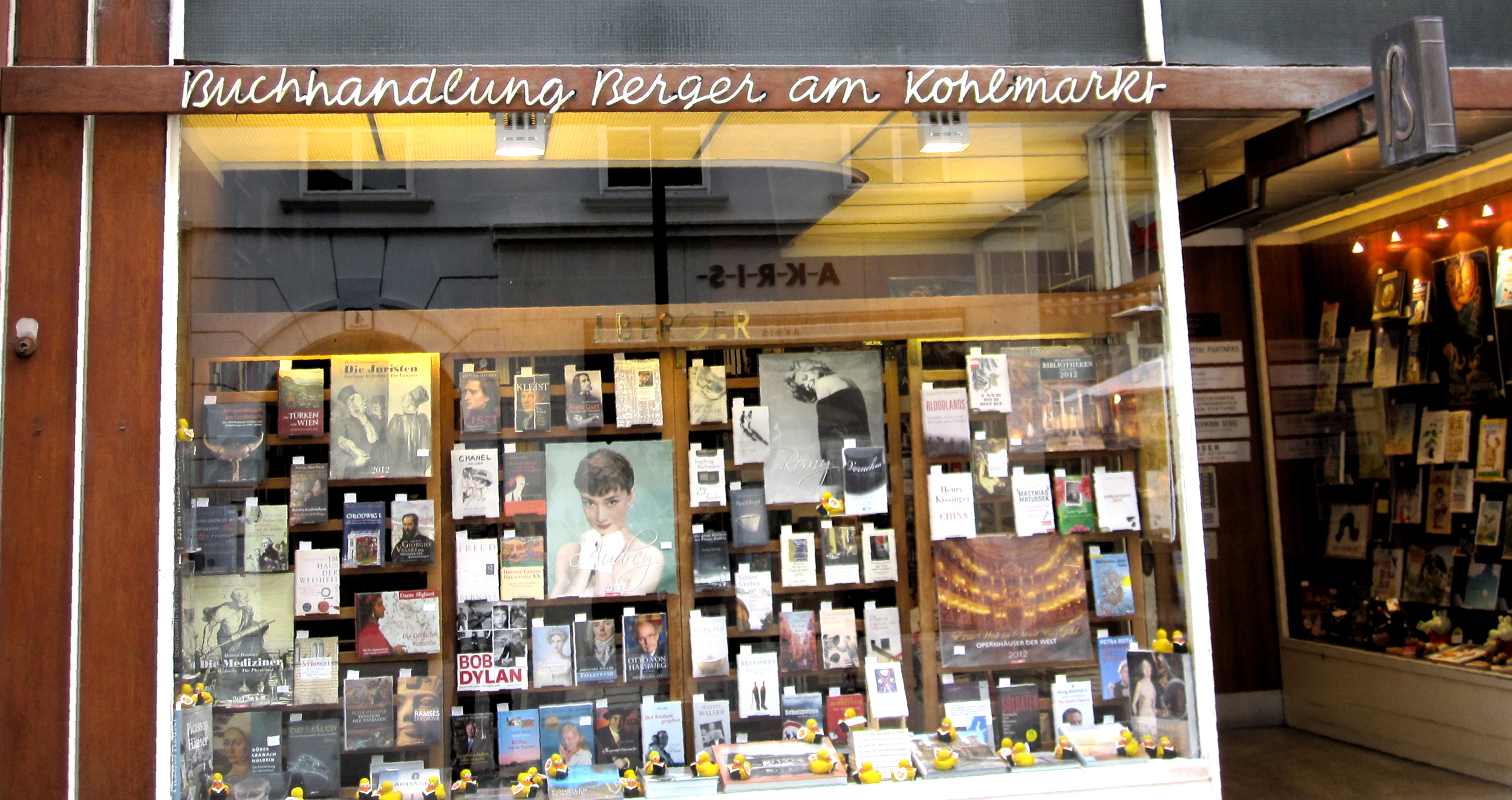
Buchhandlung Berger im Jahr 2011

Die Buchhandlung J. Berger am Wiener Kohlmarkt 3 bestand von 1900 bis 2012. Sie hieß bis 1931 Buchhandlung F. Lang und kam in den 1930er Jahren in den Besitz der Familie Berger.

## Geschichte
Am 20. November 1870 wurde die Buchhandlung und Antiquariat Franz Lang am Standort Singerstraße 8 in Wien-Innere Stadt gegründet. Die handelsrechtliche Protokollierung erfolgte 1874. Die Gründung fiel in eine Zeit des allgemeinen Aufschwungs, des Baus der Wiener Ringstraße und stark steigender Nachfrage nach Kulturgütern aller Arten. Die Zahl der Wiener Buch-, Kunst- und Musikalienhändler verdreifachte sich fast zwischen 1859 und 1890. Im Laufe der Jahre erwarb der Inhaber auch eine Konzession für den Kunsthandel. 1897 übersiedelte das florierende Geschäft auf den Neuen Markt 17. An dieser Stelle standen damals noch vier Häuser, wenig später wurde auf den Grundstücken das sogenannte Herrnhuterhaus – im Stil der Secession – errichtet. 1899 erfolgte die Demolierung der gesamten Häuserfront und zugleich der erste Besitzerwechsel. Franz Lang übergab die Geschäfte an Karl Wehle. Lang wurde Sachverständiger und Schätzmeister, betrieb aber weiterhin auch einen Buch- und Kunsthandel, nunmehr in der Baumgasse im dritten Wiener Gemeindebezirk.
Wehle musste einen neuen Standort finden und entschied sich für das soeben errichtete Wohn- und Geschäftshaus am Kohlmarkt 3, in Sichtweite von Michaelerplatz und Hofburg. Viktor Fink, der Chronist der Buchhandlung, schreibt: „Die Platzwahl zeigt, dass bewusst nach einem entwicklungsfähigen Standort gesucht wurde.“ Kohlmarkt, Graben, Hof und Hoher Markt waren dicht besiedelt, zudem galt die Gegend schon damals als höchst vornehm. Es befanden sich dort bereits zwei Buchhandlungen, seit 1789 die traditionsreiche Artaria, seit 1896 Wiens erstes Kino und in unmittelbarer Nähe auch zwei Kunsthandlungen. Damit waren gute Voraussetzungen für die Bewältigung der krisenhaften Zeiten des 20. Jahrhunderts gelegt. Die Buchhandlung konnte rasch Renommée erlangen. Am 1. Mai 1917 erfolgte schließlich der nächste Besitzerwechsel, der junge Hans Sachsel (1893–1950) übernahm.
Der kommende Besitzer Josef Berger, der seine Lehrjahre bei der Firma Stetter absolviert hatte und danach von 1909 bis 1912 bei Kirsch in der Singerstraße und später bei Braumüller angestellt war, trat in die Buchhandlung ein und wurde 1924 zum Prokuristen ernannt. Berger, geboren am 15. März 1891, entstammte einer katholischen Weberfamilie aus Rýmařov, auf Deutsch: Römerstadt. Er wurde Buchhandelsgehilfe, heiratete Rosa Knell und arbeitete sich kontinuierlich nach oben, bis er schließlich in der Buchhandlung F. Lang mit Leitungsfunktion betraut wurde. Das Ehepaar hatte einen Sohn, Gottfried. Berger war ein ausgesprochen bibliophiler Charakter, pflegte sowohl das klassische Sortiment, als auch das moderne Antiquariat und konnte mit seiner kompetenten und verbindlichen Art einen beachtlichen Kundenstock binden. Sachsel, ab 1919 auch Inhaber der Sortimentsbuchhandlung Wilhelm Braumüller & Sohn am Graben 21, entschloss sich zum Verkauf, Josef Berger und sein Partner Heinrich Fischer übernahmen am 1. Juli 1931 die Buchhandlung, die nunmehr den Namen führte Berger & Fischer, vorm. F. Lang, Buchhandlung und Antiquariat. Ab 1. Dezember 1936 war J. Berger schließlich Alleininhaber und Namensgeber der Buchhandlung.
Er pflegte freundschaftliche Kontakte zu mehreren Schriftstellern, wobei seine weltanschauliche Neutralität ins Auge sticht. Das Spektrum der Dichter, die in der Buchhandlung verkehrten, reichte von Theodor Kramer, früher als Volontär dort beschäftigt, Jude und Gründungsmitglied der Vereinigung sozialistischer Schriftsteller, bis zu Bruno Brehm und Josef Weinheber, beide Antisemiten, Weinheber auch Parteimitglied der NSDAP ab 1931. Nach der Annexion Österreichs an Hitler-Deutschland mussten alle Buchhandlungen unerwünschtes Schrifttum abliefern. In der Buchhandlung Berger wurden von der Buchablieferungsstelle der Gestapo 1.509 Bände beschlagnahmt, nicht jedoch die verbliebenen Bändchen mit Lyrik Theodor Kramers. Diese wurden vom damaligen Lehrling Viktor Fink auf Anordnung seines Chefs in der oberen Schaufensterverkleidung versteckt und überstanden die NS-Zeit.
Während der NS-Zeit zählte die Buchhandlung – gemeinsam mit A. Pichler’s Witwe & Sohn, Wilhelm Maudrich, der Beck’schen Universitäts-Buchhandlung, Karl Mück, der Eckart-Buchhandlung, Hans Knoll und Rudolf Krey – zur Gilde der sogenannten N.S.-Buchhändler von Wien.
Nach dem überraschenden Tod Josef Bergers im Jahr 1947 übernahm vorerst seine Witwe die Führung der Geschäfte. Deren Sohn, Gottfried Berger, wurde 1955 Inhaber. 1960 gründete er gemeinsam mit Heimito von Doderer und Hans Weigel die Stunde der Begegnung, literarische Abende im Stockwerk über der Buchhandlung mit Lesungen nahezu aller bedeutenden Schriftsteller Österreichs. Bis 2001 fanden vierhundert Veranstaltungen statt. Die Buchhandlung wurde in den letzten Jahren ihres Bestehens von seiner Tochter Astrid geführt. Nach Gottfried Bergers Tod erschien der Familie die Weiterführung aufgrund der Geschäftsgröße von nur knapp 30 m² nicht mehr rentabel, zumal die Miete sukzessive „auf das Niveau der ortsüblichen Mietpreise angehoben“ wurde.